# 아르망 두카
아르망 두카(1962년 10월 7일 ~ )는 알바니아 축구 협회 (FShF)의 회장이다. 축구에서 그의 첫 번째 직책은 Erzeni Shijak 의 구단주였다.
Tirana University에서 경제학을 전공한 사업가인 두카는 2002년부터 FShF의 회장직을 맡고 있다
2014년 3월 1일, 두카는 알바니아 축구 협회 회장직을 유지하는 새로운 4년 계약을 체결했다.